# Caisse autonome de retraite des médecins de France
 (janvier 2019).
 (juin 2021).
La Caisse autonome de retraite des médecins de France (CARMF) est l'une des dix caisses de retraite complémentaire des professions libérales en France. Fondée en 1949, elle est responsable de la gestion de la retraite de base et de la retraite complémentaire obligatoire de la Sécurité sociale. Depuis 1960, elle est également chargée de la gestion des allocations supplémentaires de vieillesse (ASV). 

## Présentation
La CARMF assure la gestion du système de retraite des médecins libéraux en France et couvre trois risques : l'incapacité temporaire, l'invalidité et le décès. 
Elle présente deux composantes : une direction administrative (250 personnes) et un conseil d'administration (28 élus). La direction administrative comprend l'agence comptable et tous services administratifs nécessaires à son fonctionnement. Le conseil d'administration est composé d'administrateurs nationaux élus par les délégués. De plus, 25 administrateurs suppléants sont élus et peuvent siéger en cas d'empêchement des titulaires. 
Elle gère l’ensemble des régimes obligatoires de retraite et de prévoyance des médecins libéraux. Elle recueille chaque année les cotisations sociales des médecins et verse en retour des prestations de retraite et invalidité-décès. 
Elle gère les régimes obligatoires auxquels les médecins doivent cotiser : 
- Des régimes de retraite : le régime de base (RB), le régime complémentaire vieillesse (RCV), le régime allocations supplémentaires de vieillesse (ASV) si le médecin est conventionné. Pour ce dernier, les deux tiers de la cotisation des médecins en secteur 1 sont financés par les caisses d'assurance maladie.
- Un régime de prévoyance : le régime invalidité décès.

- Un régime facultatif : Capimed qui garantit au médecin libéral en exercice âgé de moins de 70 ans et au conjoint collaborateur affilié à la CARMF, un complément de retraite par capitalisation de type plan d'épargne retraite (PER).

Son effectif est d'environ 250 salariés. 

## Historique
En 1948, un régime de base est créé par décret. Un régime complémentaire avec instauration d'une cotisation forfaitaire est également mis en place. L’organisation autonome d’assurance vieillesse des professions libérales a été instituée par la loi n°48/101 du 17 janvier 1948. En 1949, la loi instaure un compensation nationale entre tous les régimes de base, dans le cadre d'un mécanisme de solidarité financière entre les divers régimes de base. Ainsi a lieu la mise en place d'une institution des régimes de base (RB) et complémentaire vieillesse (RCV) par décrets,. 
En 1955, l'institution d’un régime invalidité-décès (ID) est mise en place. Ainsi un fonds d’action sociale (FAS) est mis en place.   
En 1960, l'institution d’un 3e régime de retraite est désormais nommé allocations supplémentaires de vieillesse (ASV) fonctionnant à titre facultatif et réservé aux médecins conventionnés. Le régime ASV incite les médecins à se conventionner. Un régime d’incapacité temporaire au sein du régime invalidité-décès est mis en place huit ans plus tard.
En 1972, après référendum, le régime ASV est transformé par décret en un régime obligatoire.
En 1988, un mécanisme de cessation anticipée d’activité médicale à 60 ans (l’allocation de remplacement de revenu ou MICA) est créé par la loi. L'année suivante, il est dès lors possible pour les conjoints collaborateurs de membres de professions libérales d'adhérer volontairement au régime de base. 
En 2004, 100 points sont attribués aux femmes médecins au titre du trimestre civil au cours duquel survient l'accouchement. Un an plus tard, l’affiliation du conjoint collaborateur devient obligatoire au régime de base, au régime complémentaire vieillesse et au régime invalidité-décès de la CARMF.
À compter de 2011, l'âge légal de départ à la retraite est fixé à 67 ans (65 ans auparavant). La CARMF, quant à elle, fait le choix de s’aligner sur le Régime Général, à savoir un départ possible à 62 ans à taux plein. Les statuts du régime complémentaire de la CARMF prévoient qu’il est fait application d’un coefficient de majoration de 1,25 % par trimestre séparant les 62 ans de la date d’effet de la retraite du médecin (coefficient réduit à 0,75 % par trimestre entre 65 et 70 ans). Le régime ADR (MICA) est définitivement arrêté dès l'année suivante, les derniers bénéficiaires de ce régime ayant pris leur retraite fin 2012.
En 2017, la retraite en temps choisi est mise en place. Ainsi, les médecins qui prolongent leur activité au-delà de l’âge légal de la retraite, sans liquider leurs droits, se verront récompensés par des coefficients majorant leurs retraites complémentaire et ASV.
En 2021, le régime facultatif en capitalisation Capimed est transformé en plan épargne retraite (PER).